# 浅間町駅
浅間町駅（せんげんちょうえき）は、愛知県名古屋市西区浅間一丁目にある、名古屋市営地下鉄鶴舞線の駅である。駅番号はT05。

## 歴史
- 1981年（昭和56年）11月27日：開業[2]。
- 2025年（令和7年）2月10日：可動式ホーム柵使用開始（予定）[3]。

## 駅構造
相対式ホーム2面2線を有する地下駅。地上とコンコース、ホームと改札口を結ぶエレベーターなど、バリアフリー施設が整備された。出入口は改札口からやや離れた浅間町交差点の各角に、1番から4番まである。鶴舞線は丸の内駅以北では上小田井駅まで交差や接続する路線がないが、共同溝の下に建設されたことと、開業当初名古屋高速6号清須線を地下で通す計画があったためにホームは深い場所に造られており、地上から約21m（開業から桜通線開通までは名古屋市営地下鉄で最も深い駅であった）の位置にある。
当駅は、鶴舞線駅務区上前津管区駅が管轄している。

### のりば
| ホーム | 路線   | 行先                     |
| ------ | ------ | ------------------------ |
| 1      | 鶴舞線 | 伏見・赤池・豊田市方面   |
| 2      | 鶴舞線 | 浄心・上小田井・犬山方面 |

## 駅周辺
- 名古屋北部県税事務所
- 名古屋能楽堂
- ホテルナゴヤキャッスル
  - 建て替え中の為、現在営業休止。
- 瀬戸信用金庫 押切支店
- サンゲツ 本社
- 富士浅間神社
- 法蔵寺
- 宝周寺
- 名古屋市立幅下小学校
- 名古屋市立榎小学校
- 名古屋市立菊井中学校
- 愛美学園：啓明学館高等学校 菊井校舎
- 名古屋高速6号清須線 明道町出入口　明道町ジャンクション
- 名古屋市道江川線、愛知県道63号名古屋江南線（名草線）（同じ道路）
- 菊ノ尾通（国道22号）

## バス路線
名古屋市営バス「浅間町」バス停
- 栄27　栄（右回り）～浅間町～栄（左回り）
- 西巡回　栄（右回り）～浅間町～栄（左回り）

※ この他に「江川町」バス停や「六句町」バス停が近くにあり、いずれも名駅12のみが経由している。

## 隣の駅
名古屋市営地下鉄
 鶴舞線
浄心駅 (T04) - 浅間町駅 (T05) - 丸の内駅 (T06)